# Флавий Руфин
Флавий Руфин (на латински: Flavius Rufinus; * 335, град Оз, Аквитания; † 27 ноември 395 г.) е източноримски военачалник и политик през 4 век.
Сестра му Силвия Аквитанска е светица, самият Руфин също e християнин.

## Биография
Идва на власт при византийския император Теодосий I. През 388 г. той е magister officiorum. През 392 г. става преториански префект на Изтока и едновременно консул заедно с престолонаследника Аркадий, тогава към 14-годишен. През 395 г., след смъртта на Теодосий I, Руфин поема грижата за младия владетел и управлението на Източната Римска империя. Руфин иска да омъжи дъщеря си Мария за Аркадий, но планът му е развален от министъра Евтропий, който се погрижва той да се ожени за Елия Евдоксия, дъщерята на Бевтон.
Руфин отказва предложената му от западноримския генерал Стилихон помощ в борбата с разбунтувалите се през 395 г. вестготи на Аларих и ги заселва в Илирия, след което вестготите разрушават Македония и Гърция и после се отправят на Запад. Руфин е убит през ноември 395 г. от генерал Гаинас, вероятно по нареждане на Стилихон. Имуществото му е конфискувано. През 396 г. жена му и децата му са изпратени в изгнание в Иерусалим.